# Anders Lundin

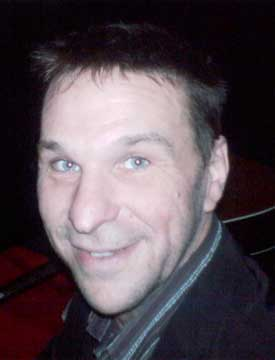
Anders Lundin en 2005

Anders Erik Lundin (nacido el 8 de septiembre de 1958 en Farsta en Estocolmo) es un presentador de televisión, letrista y humorista sueco.
Lundin estudió en el Dramatiska Institutet. Lundin presentó el Melodifestivalen 1999 (con Vendela Kirsebom) y el Festival de la Canción de Eurovisión 2000 (con Kattis Ahlström). Entre 1999 y 2004 fue el presentador de Expedition: Robinson, la versión sueca de Supervivientes. Lundin comenzó a presentar el concierto popular Allsång på Skansen en 2004 (en 2003 apareció como pupilo de su predecesor Lasse Berghagen, quien quería dejarlo) y lo hizo hasta 2010, desde 2011 lo sustituye Måns Zelmerlöw. Lundin ha participado también en programas infantiles, incluidos Björnes magasin y Bullen.
Lundin ha producido canciones, que Sveriges Television ha retransmitido como videos musicales, con Lars In de Betou.